# Dawny klasztor i kościół beginek w Jaworze
Dawny klasztor i kościół beginek – jeden z zabytkowych kościołów znajdujących się w Jaworze, w województwie dolnośląskim.
W 1749 roku beginki kupiły od hrabiów Hochbergów działkę usytuowaną przy obecnej ulicy Żeromskiego, na której została wzniesiona murowana świątynia razem z klasztorem. Wybudowana została na rzucie prostokąta, z niewyodrębnionym prezbiterium, nakrytym sklepieniem kolebkowym z dekoracją sztukatorską. Na dwuspadowym dachu jest umieszczona ośmiokątna sygnaturka. We wnętrzu można zobaczyć resztki ołtarza architektonicznego w stylu barokowym. Do świątyni jest dobudowany mały budynek klasztorny, murowany, trzytraktowy, dwupiętrowy, posiadający prostą, pozbawioną dekoracji elewację frontową. W latach 1812–1847 klasztor był siedzibą szkoły ewangelickiej dla dziewcząt, a później, do 1904 roku, szkoły katolickiej. W 1905 roku na parterze zostały umieszczone biblioteka i czytelnia, z kolei na piętrze powstało prewentorium dla chorych na płuca. W latach 30. XX wieku w kościele znajdowała się rekwizytornia teatralna, natomiast po 1945 roku magazyn meblowy. Obecnie w budynku znajduje się Zbór Kościoła Zielonoświątkowego "Anastasis".